# Eccellenza Toscana 2011-2012
Il campionato italiano di calcio di Eccellenza regionale 2011-2012 è stato il ventunesimo organizzato in Italia. Rappresenta il sesto livello del calcio italiano.
Questi sono i gironi organizzati dal Comitato Regionale Toscana.

## Girone A

### Squadre partecipanti
| Club                                    | Città                                |
| --------------------------------------- | ------------------------------------ |
| U.S.D. Albinia                          | Albinia (GR)                         |
| S.S.D. C. Castelfiorentino              | Castelfiorentino (FI)                |
| A.S.D. F.C. Lucca 2011                  | Lucca (LU)                           |
| A.S.D. Fortis Lucchese 1905             | Lucca (LU)                           |
| U.S.G. Urbino Taccola                   | Uliveto Terme (PI)                   |
| A.S.D. U.S. Ghivizzano                  | Coreglia Antelminelli (LU)           |
| A.S.D. Jolly e Montemurlo               | Montemurlo (PO)                      |
| A.S.D. Lammari 1986                     | Lammari (LU)                         |
| A.S.D. Lampo 1919                       | Lamporecchio (PT)                    |
| S.S.D. Massese Srl                      | Massa (MS)                           |
| A.S.D. PesciaUzzanese                   | Pescia (PT)                          |
| Pietrasanta Marina                      | Pietrasanta (LU)                     |
| A.S.D. Pisa Sporting Club               | Pisa (PI)                            |
| A.S.D. Pro Livorno 1919 Sorgenti        | Livorno (LI)                         |
| Quarrata Olimpia                        | Quarrata (PT)                        |
| A.S.D. Santa Maria a Monte Montecalvoli | S.Maria a Monte di Montecalvoli (PI) |
| S.S. Signa 1914 A.D.                    | Signa (FI)                           |

### Classifica finale
|  | Pos. | Squadra                | Pt | G  | V  | N  | P  | GF | GS | DR  |
|  | ---- | ---------------------- | -- | -- | -- | -- | -- | -- | -- | --- |
|  | 1.   | Lucca 2011             | 80 | 32 | 25 | 5  | 2  | 75 | 18 | 57  |
|  | 2.   | Pisa S.C. (-5)         | 55 | 32 | 17 | 9  | 6  | 49 | 23 | 26  |
|  | 3.   | Massese (-5)           | 54 | 32 | 15 | 14 | 3  | 47 | 28 | 19  |
|  | 4.   | Lammari                | 50 | 32 | 13 | 11 | 8  | 40 | 29 | 11  |
|  | 5.   | PesciaUzzanese         | 50 | 32 | 15 | 5  | 12 | 46 | 38 | 8   |
|  | 6.   | Jolly e Montemurlo     | 49 | 32 | 13 | 10 | 9  | 52 | 44 | 8   |
|  | 7.   | Lampo                  | 45 | 32 | 11 | 12 | 9  | 30 | 36 | -6  |
|  | 8.   | Pietrasanta Marina     | 44 | 32 | 12 | 8  | 12 | 36 | 33 | 3   |
|  | 9.   | Fortis Lucchese        | 44 | 32 | 11 | 11 | 10 | 30 | 37 | -7  |
|  | 10.  | Ghivizzano             | 42 | 32 | 10 | 12 | 10 | 37 | 42 | -5  |
|  | 11.  | Castelfiorentino       | 38 | 32 | 10 | 8  | 14 | 34 | 42 | -8  |
|  | 12.  | Albinia                | 36 | 32 | 6  | 18 | 8  | 29 | 34 | -5  |
|  | 13.  | Pro Livorno Sorgenti   | 35 | 32 | 9  | 8  | 15 | 43 | 52 | -9  |
|  | 14.  | Quarrata Olimpia       | 34 | 32 | 6  | 16 | 10 | 30 | 36 | -6  |
|  | 15.  | Urbino Taccola         | 32 | 32 | 7  | 11 | 14 | 35 | 50 | -15 |
|  | 16.  | Signa                  | 16 | 32 | 2  | 10 | 20 | 36 | 69 | -33 |
|  | 17.  | Santa Maria a Monte M. | 15 | 32 | 3  | 6  | 23 | 17 | 55 | -38 |

Legenda:

      Promossa in Serie D 2012-2013

      Promossa in Serie D 2012-2012 dopo i play-off nazionali.

      Retrocesse in Promozione 2012-2013 ai play-out.

      Retrocesse in Promozione 2012-2013 direttamente.

Note:
Tre punti a vittoria, uno a pareggio, zero a sconfitta.

### Spareggi

#### Play-off

##### Semifinali
| Squadra 1          | Risultato   | Squadra 2       |
| ------------------ | ----------- | --------------- |
| Pisa Sporting Club | 0 - 1 (dts) | Pescia Uzzanese |
| Massese            | 4 - 1       | Lammari         |

| San Giuliano Terme 20 maggio 2012 | Pisa Sporting Club | 0 – 1 (d.t.s.) | Pescia Uzzanese |  |

| Massa 20 maggio 2012 | Massese | 4 – 1 | Lammari |  |

##### Finale
| Squadra 1 | Risultato | Squadra 2       |
| --------- | --------- | --------------- |
| Massese   | 1 - 0     | Pescia Uzzanese |

| Santa Croce sull'Arno 27 maggio 2012 | Massese | 1 – 0 | Pescia Uzzanese |  |

#### Play-out
| Squadra 1      | Totale | Squadra 2 | Andata | Ritorno |
| -------------- | ------ | --------- | ------ | ------- |
| Urbino Taccola | 5 - 2  | Quarrata  | 1 - 1  | 4 - 1   |

##### Andata
| Uliveto Terme 20 maggio 2012 | Urbino Taccola | 1 – 1 | Quarrata |  |

##### Ritorno
| Quarrata 27 maggio 2012 | Quarrata | 1 – 4 | Urbino Taccola |  |

## Girone B

### Squadre partecipanti
| Club                                     | Città                                              |
| ---------------------------------------- | -------------------------------------------------- |
| U.P.D. Baldaccio Bruni Anghiari          | Anghiari (AR)                                      |
| A.C. Calenzano A.S.D.                    | Calenzano (FI)                                     |
| U.S.D. Castelnuovese                     | Castelnuovo Sabbioni (AR)                          |
| U.S.D. FiesoleCaldine                    | Fiesole (FI)                                       |
| A.S.D. Fortis Juventus 1909              | Borgo San Lorenzo (FI)                             |
| A.S.D Giallo-Blu Figline                 | Figline Valdarno (FI)                              |
| A.S.D. Gracciano                         | Gracciano (SI)                                     |
| A.C.D. Marino Mercato Subbiano           | Subbiano (AR)                                      |
| Montevarchi                              | Montevarchi (AR)                                   |
| Nuova Società Polisportiva Chiusi A.S.D. | Chiusi (SI)                                        |
| A.S.D. Olimpia Colligiana                | Colle di Val d'Elsa (SI)                           |
| U.S.D. Rignanese                         | Rignano sull'Arno (FI)                             |
| A.S.D. San Donato Tavarnelle             | San Donato in Poggio e Tavarnelle Val di Pesa (FI) |
| S.C. S.D. Sangimignano Sport             | San Gimignano (SI)                                 |
| A.S.D. San Giovanni Valdarno             | San Giovanni Valdarno (AR)                         |
| U.C. Sinalunghese A.S.D.                 | Sinalunga (SI)                                     |
| A.S.D. Soci                              | Soci (AR)                                          |
| U.S. Vicchio A.S.D.                      | Vicchio (FI)                                       |

### Classifica finale
|  | Pos. | Squadra                 | Pt | G  | V  | N  | P  | GF | GS | DR  |
|  | ---- | ----------------------- | -- | -- | -- | -- | -- | -- | -- | --- |
|  | 1.   | FiesoleCaldine          | 73 | 32 | 21 | 10 | 1  | 55 | 16 | 39  |
|  | 2.   | Fortis Juventus 1909    | 68 | 32 | 20 | 8  | 4  | 71 | 39 | 32  |
|  | 3.   | Giallo-Blu Figline      | 53 | 32 | 14 | 11 | 7  | 45 | 31 | 14  |
|  | 4.   | San Giovanni Valdarno   | 49 | 32 | 14 | 7  | 11 | 40 | 31 | 9   |
|  | 5.   | Sangimignano Sport      | 47 | 32 | 11 | 14 | 7  | 33 | 28 | 5   |
|  | 6.   | Olimpia Colligiana      | 44 | 32 | 11 | 11 | 10 | 42 | 34 | 8   |
|  | 7.   | Baldaccio Bruni         | 44 | 32 | 12 | 8  | 12 | 32 | 28 | 4   |
|  | 8.   | Castelnuovese           | 43 | 32 | 11 | 10 | 11 | 36 | 39 | -3  |
|  | 9.   | Rignanese               | 43 | 32 | 10 | 13 | 9  | 50 | 42 | 8   |
|  | 10.  | San Donato Tavarnelle   | 39 | 32 | 8  | 15 | 9  | 36 | 38 | -2  |
|  | 11.  | Sinalunghese            | 36 | 32 | 9  | 9  | 14 | 35 | 47 | -12 |
|  | 12.  | Calenzano               | 36 | 32 | 8  | 12 | 12 | 29 | 37 | -8  |
|  | 13.  | Nuova Chiusi            | 33 | 32 | 7  | 12 | 13 | 29 | 40 | -11 |
|  | 14.  | Soci                    | 32 | 32 | 9  | 5  | 18 | 26 | 50 | -24 |
|  | 15.  | Marino Mercato S.       | 30 | 32 | 5  | 15 | 12 | 20 | 40 | -20 |
|  | 16.  | Vicchio                 | 29 | 32 | 6  | 11 | 15 | 26 | 46 | -20 |
|  | 17.  | Gracciano               | 27 | 32 | 6  | 9  | 17 | 37 | 56 | -19 |
|  | ---  | Montevarchi Aquila 1902 | -  | -  | -  | -  | -  | -  | -  | -   |

Legenda:

      Promossa in Serie D 2012-2013

      Ammessa ai play-off nazionali.

      Retrocesse in Promozione 2012-2013 ai play-out.

      Retrocesse in Promozione 2012-2013 subito.

Note:
Tre punti a vittoria, uno a pareggio, zero a sconfitta.

### Play-out
| Squadra 1 | Totale | Squadra 2     | Andata | Ritorno |
| --------- | ------ | ------------- | ------ | ------- |
| Vicchio   | 3 - 2  | M.M. Subbiano | 2 - 1  | 1 - 1   |
| Gracciano | 0 - 2  | Soci          | 0 - 1  | 0 - 1   |

#### Andata
| Vicchio 20 maggio 2012 | Vicchio | 2 – 1 | M.M. Subbiano |  |

| Gracciano 20 maggio 2012 | Gracciano | 0 – 1 | Soci |  |

#### Ritorno
| Subbiano 27 maggio 2012 | M.M. Subbiano | 1 – 1 | Vicchio |  |

| Soci 27 maggio 2012 | Soci | 1 – 0 | Gracciano |  |